# Printemps (parti politique)
Pour les articles homonymes, voir Printemps (homonymie).
Printemps (en polonais : Wiosna) est un parti politique polonais de centre gauche fondé en 2019 par Robert Biedroń. Il fusionne en 2021 dans l’Alliance de la gauche démocratique (SLD).

## Historique
Le parti est fondé le 3 février 2019 par l'ancien maire de Słupsk Robert Biedroń dans l'objectif de participer aux élections européennes de 2019 en Pologne. Le parti termine à la troisième place et obtient trois élus au Parlement européen :
- Robert Biedroń
- Łukasz Kohut
- Sylwia Spurek

Pour les élections parlementaires de 2019, Printemps présente des candidats sur la liste commune de La Gauche sous l'égide du SLD et obtient 19 sièges sur 460 (dont 12 vont à des femmes) à la Diète :
- Agnieszka Dziemianowicz-Bąk
- Monika Falej
- Krzysztof Gawkowski
- Maciej Gdula
- Hanna Gill-Piątek
- Maciej Kopiec
- Katarzyna Kotula
- Paweł Krutul
- Anita Kucharska-Dziedzic
- Beata Maciejewska
- Wanda Nowicka
- Robert Obaz
- Monika Pawłowska
- Małgorzata Prokop-Paczkowska
- Marek Rutka
- Joanna Scheuring-Wielgus
- Anita Sowińska
- Krzysztof Śmiszek
- Katarzyna Ueberhan

## Idéologie
Le parti se revendique progressiste et défend les minorités, notamment LGBT, ainsi que le droit à l'avortement.
Il défend également une séparation entre l’Église et l’État, la suppression des avantages fiscaux accordés au clergé et l'arrêt du financement des cours de religion à l'école, et ce, dans un pays où l’Église reste très puissante.

## Résultats électoraux

### Diète
| Année | Voix                    | %                       | Sièges   | Statut     |
| ----- | ----------------------- | ----------------------- | -------- | ---------- |
| 2019  | Au sein de la liste SLD | Au sein de la liste SLD | 19 / 460 | Opposition |

### Élections européennes
| Année | Voix    | %    | Sièges | Groupe |
| ----- | ------- | ---- | ------ | ------ |
| 2019  | 826 975 | 6,06 | 3 / 52 | S&D    |